# Nicole Oresme

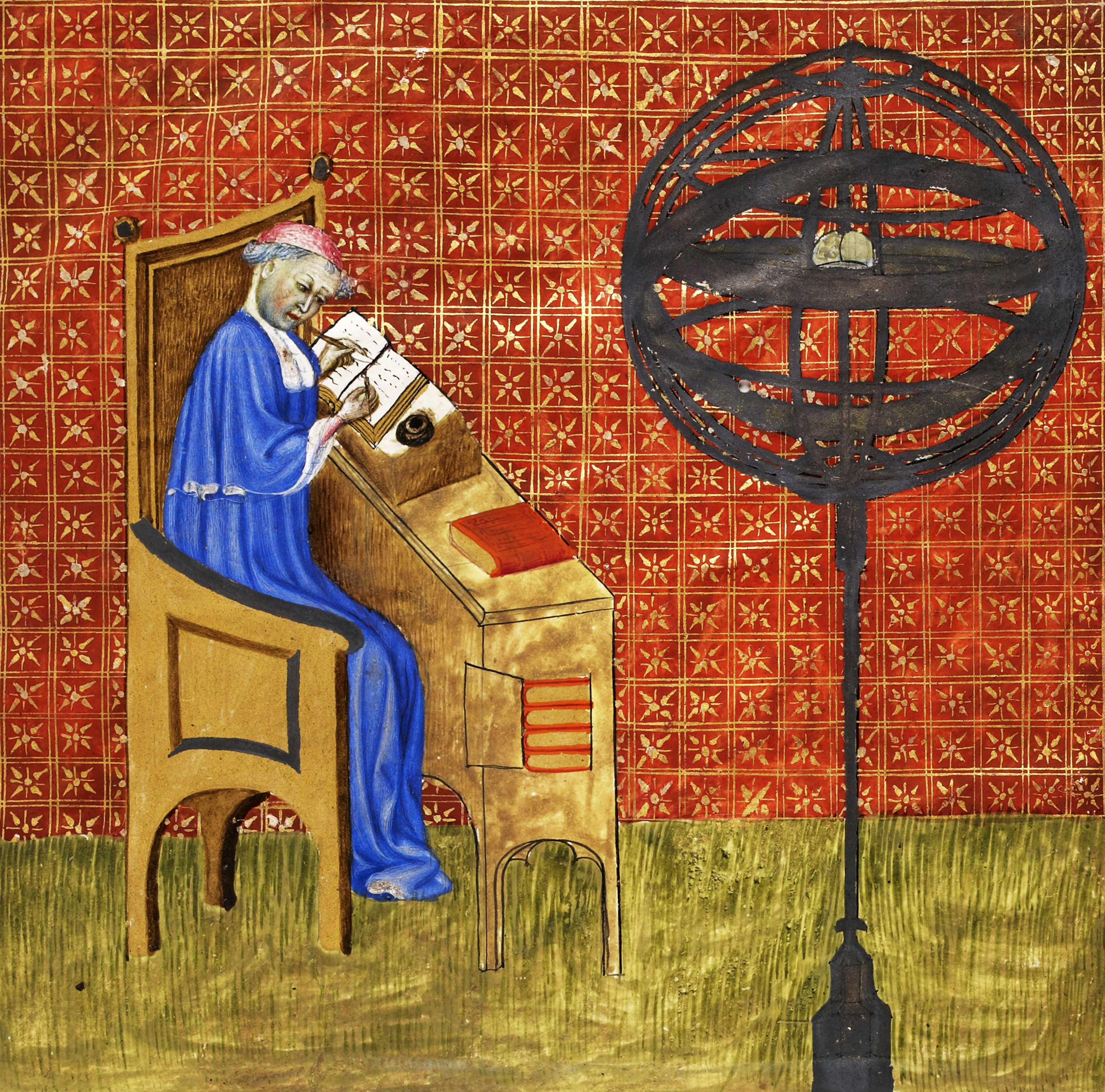
Potretul lui Nicole Oresme dintr-o miniatură medievală

Nicole Oresme (n. c. 1323 - d. 11 iulie 1382), cunoscut și ca Nicolas Oresme sau Nicolas d'Oresme, a fost un important filozof al Evului Mediu timpuriu.
A scris o serie de lucrări în domenii ca: economie, matematică, fizică, astronomie, filozofie, teologie.
A fost episcop de Lisieux, traducător și consilier al regelui Carol al V-lea al Franței și unul dintre cei mai originali gânditori ai secolului al XIV-lea.
Nicholas Oresme  descrie matematic mișcarea, punând piatra geometriei analitice a lui Descartes și calcului infinitezimal al lui Newton și Leibnitz. Oresme matematiza întâia oară conceptul de timp, așa cum Nicolae Cusanus seculariza noțiunea de infinit, extinzându-o din domeniul teologic în cosmologie.